# Гриценко Артур Володимирович
Артур Володимирович Гриценко (15 лютого 1979, Городниця, Новоград-Волинський район, Житомирська область, Українська РСР, СРСР — 22 квітня 2022, під Харковом, Україна) — український футболіст, захисник. Загинув, захищаючи Україну. під час російського вторгнення в Україну 2022 року.

## Кар'єра
Вихованець житомирського (тренер — Анатолій Тетяневич) і львівського (тренер — Ярослав Луцишин) футболу.
Випускник відділення футболу Львівської школи-інтернату спортивного профілю (нині — «Львівський фаховий коледж спорту»).
На професіональному рівні дебютував у 17-річному віці — 10 жовтня 1996 року у виїзній грі Першої ліги «Дніпро» (Черкаси) — ФК «Львів». Виступав за «Львів» аж до часу злиття з «Карпатами-2» 2001 року, потім перебував у системі «Карпат» (виступи за «Карпати-2» у Першій та «Галичину-Карпати» у Другій лігах). 31 серпня 2001 року вийшов на заміну наприкінці матчу «Карпати» (Львів) — «Закарпаття» (Ужгород) у Вищій лізі.
Після сезону 2003—2004, за підсумками якого головна команда «Карпат» вилетіла до Першої ліги, а «Карпати-2» змушені були опуститися до Другої ліги, Артур Гриценко перейшов у першоліговий клуб «Спартак-Горобина» (Суми).
У першості 2005/06 — гравець основного складу «Газовика-Скали» (Стрий). Коли клуб улітку 2006 року збанкрутував, разом з тренером і деякими іншими футболістами «Газовика-Скали» перейшов до новоствореного ФК «Львів», який замінив стрийську команду в Першій лізі. Провів у складі львів'ян сезон 2006/07.
Першу половину чемпіонату 2007/08 провів у ФК «Коростень» (Друга ліга), другу половину — у «Сталі» (Дніпродзержинськ) у Першій лізі.
У сезонах 2008/09 і 2009/10 — гравець першолігового «Арсенала» (Біла Церква).
Останні роки виступає у складі аматорських колективів: 2010 року — «Берегвідейк» (Берегово, Закарпатська область), 2011 року — ФК «Самбір» і 2012 року — ФК «Кар'єр» (обидва — Львівська область).
Жив у селі Наталівка під Новоградом-Волинським.
Після початку російського вторгнення в Україну 2022 року служив у 95-й окремій десантно-штурмовій бригаді ЗСУ, загинув у боях під Харковом 22 квітня 2022 року.